# Gli amori di Alessandro Magno
Gli amori di Alessandro Magno è una tragicommedia in versi composta da Carlo Goldoni nel 1759 e messa in scena per la prima volta, senza alcun successo, nel Teatro San Luca di Venezia durante il periodo di Carnevale del 1759. Con questa tragicommedia d'evasione, Goldoni si concesse il lusso di magnificenze scenografiche dal carattere esotico, assecondando la moda veneziana del periodo.
Nei programmi dell'autore e dell'impresario Vendramin, questa doveva essere la prima di un ciclo di nove commedie (Nove Muse), diverse per argomento, registro e metro letterario, ognuna dedicata a una musa (Clio in questo caso), che avrebbero dovuto risanare il bilancio negativo della stagione 1758-1759 del Teatro San Luca. L'operazione non ebbe il successo sperato, al punto che solo cinque componimenti furono recitati nel corso di quell'anno comico (oltre a questa: La scuola di ballo e Artemisia in autunno,Gl'innamorati e L'impresario delle Smirne a Carnevale), mentre due slittarono all'autunno dell'anno seguente (Enea nel Lazio e Zoroastro); due non furono mai scritti o andarono perduti. La caduta dell’ambizioso progetto delle Nove Muse scosse talmente Goldoni che nelle sue memorie non ne fece menzione.

## Poetica
Per Giuseppe Ortolani, malgrado le continue trovate del testo, tese a movimentare l'azione, il dramma resta tutto sommato convenzionale.